# Uganda Commercial Bank FC
Uganda Commercial Bank FC ist ein ugandischer Fußballverein aus Kampala.

## Geschichte
Der größte nationale Erfolg des Vereins war der Gewinn der Meisterschaft 1979. Im Pokalfinale standen sie dreimal, verloren diese jeweils knapp. Sponsor des Vereines ist die Uganda Commercial Bank aus Kampala. Auf die Teilnahme an dem CAF Champions Cup 1980 verzichtete der Verein nach der Auslosung. Gegner der 1. Runde wäre der Verein Bendel Insurance aus Benin City gewesen.

## Erfolge
- Uganda Premier League (1×): 1979
- Uganda Cup Finale (3×): 1978, 1979, 1981

## Statistik in den CAF-Wettbewerben
| Wettbewerb                          | Runde    | Gegner           | Hinspiel         | Rückspiel        |  |
| ----------------------------------- | -------- | ---------------- | ---------------- | ---------------- |  |
|                                     |          |                  |                  |                  |  |
| African Cup of Champions Clubs 1980 | 1. Runde | Bendel Insurance | nicht angetreten | nicht angetreten |  |